# Ultras (deporte)

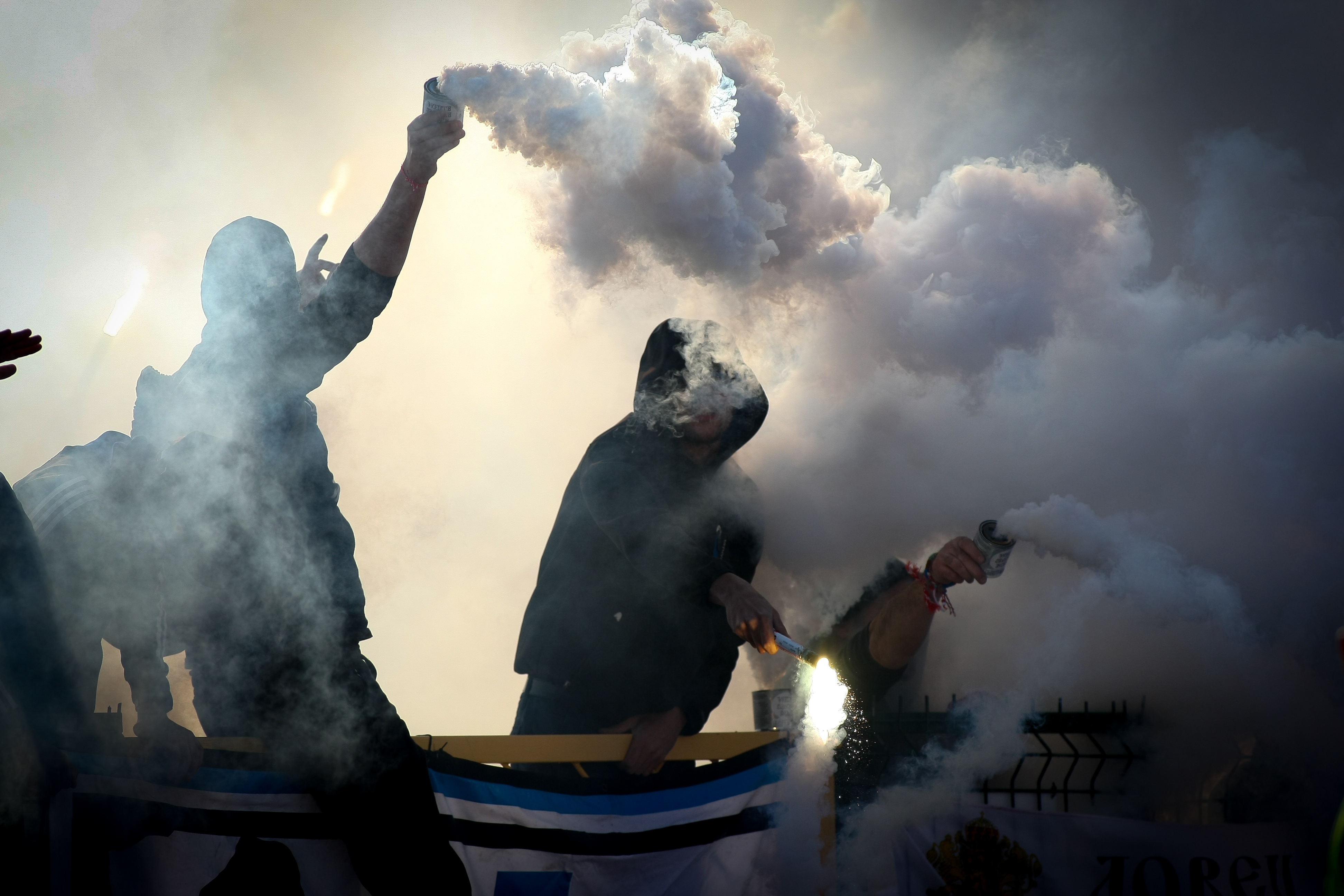
Grupo ultra del club búlgaro PFC Levski Sofia organizando un recibimiento con latas humo.

Ultras es el nombre que se da en África, Asia, Oceanía y principalmente Europa a algunos grupos de aficionados organizados que apoyan a equipos deportivos, principalmente de fútbol.
Son similares a otros grupos como los hooligans de las islas británicas, las barras bravas de América Latina y las torcidas organizadas de Brasil (país donde además existen, en menor medida, barras bravas). Normalmente se ubican en un sector específico del estadio.

## Origen de los ultras
No existe claridad sobre el origen de estos grupos. La violencia en el fútbol es casi tan antigua como el juego mismo, existiendo en Inglaterra antecedentes que la remontan al año 1898, cuando en un informe de la policía se utiliza por primera vez el término hooligan para designar a grupos de fanáticos que provocaban hechos de violencia. Sin embargo, se tiende a aceptar que el origen de los grupos organizados con la denominación de ultras, con alguna diferencias estéticas y culturales respecto a los hooligans, data de la década de 1960 en Italia, extendiéndose luego por el resto de Europa y en menor medida África del Norte, Australia y Asia. No obstante, no fue sino hasta la década de 1980 cuando los ultras alcanzaron notoriedad pública en distintos países europeos por el nivel de animación, colorido, miembros y violencia que generaban dentro y fuera de los estadios.

## Enlaces
- Wikimedia Commons alberga una categoría multimedia sobre Ultras.

- Datos: Q386636
- Multimedia: Football ultras / Q386636